# Théorie du sludge
En économie comportementale, le terme sludge désigne toute forme de friction liée à la conception, à l’administration ou aux politiques qui entrave systématiquement les actions ou les décisions des individus,,.  Le sludge a été popularisé par l'économiste comportemental Richard Thaler et le juriste Cass Sunstein. Ils l'introduisent comme le « cousin malveillant » du nudge dans leur livre Nudge: La méthode douce pour inspirer la bonne décision.

## Définition
De façon générale, le sludge est tout ce qui rend une action plus difficile à réaliser, il s’agit de toutes les façons dont les environnements décisionnels peuvent être construits pour rendre les choses, les choix et les actions plus difficiles. Cela englobe tout un spectre de frictions, telles que des formulaires complexes, des frais cachés et des défauts de manipulation qui augmentent l'effort, le temps ou le coût requis pour faire un choix, bénéficiant souvent au concepteur, au détriment de l'intérêt de l'utilisateur,. 
Une bonne partie des sludge implique du temps d’attente (en personne, au téléphone ou en ligne) et des déplacements ou un fardeau administratif. On peut penser entre autres à des formulaires particulièrement compliqués ou redondants qui sont nécessaires pour accéder aux programmes d'aide aux étudiants ou obtenir des soins médicaux, un emploi, un visa, un permis ou toute autre forme d’aide gouvernementale,.  

## Origine dusludge
Le source du sludge provient principalement de nos biais cognitifs, surtout du biais du statu quo, du biais du présent et de la procrastination. Le biais du statu quo, est la tendance humaine à maintenir la situation actuelle, ce qui entraîne une résistance au changement. Ce biais est présent même lorsque les coûts du changement ou coûts de transition sont faibles et que l’importance de la décision est grande. Le biais du présent, lui, se manifeste généralement par de l’impatience ou un besoin de gratification immédiate dans le processus décisionnel. Puisque l’avenir semble souvent inconnu, les personnes sont souvent tentées de reporter les tâches administratives au lendemain, malgré les conséquences d’un retard. Ce biais permet d’expliquer en partie pourquoi les personnes hésitent souvent à remplir divers formulaires, surtout lorsqu’ils sont compliqués ou peu clairs, ce qui mène à de la procrastination. 
Le concept de sludge met donc en évidence l’importance d’une conception transparente et facile à utiliser pour promouvoir le bien-être, l’efficacité et l’équité dans les processus décisionnels.